# Fulham Football Club 2014-2015
Questa voce raccoglie tutte le informazioni riguardanti il Fulham Football Club nelle competizioni ufficiali della stagione 2014-2015.

## Stagione
La stagione 2014-2015 vede i Cottagers in Championship, dopo la retrocessione nella stagione 2013-2014 avvenuta dopo 13 anni consecutivi passati in massima serie (l'ultima volta in Championship nel 2000-2001, quando si chiamava ancora First Division). È il 117º campionato professionistico per il club londinese.
Felix Magath viene confermato come allenatore, in carica dal 14 febbraio 2014, dichiarando di avere come obiettivo un'immediata risalita in Premier League.

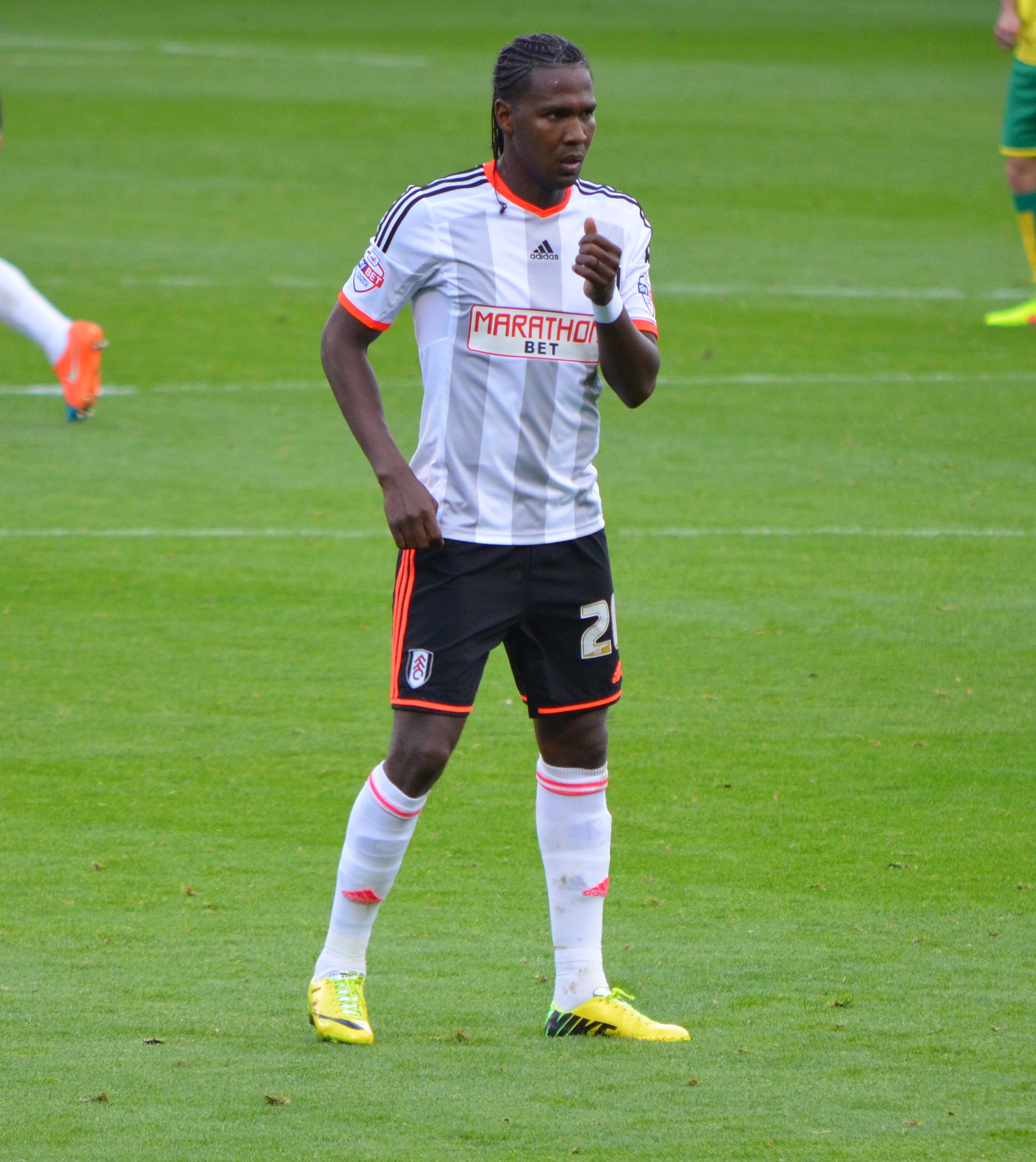
L'attaccante colombiano Hugo Rodallega è uno tra i giocatori riconfermati.

Il precampionato è molto buono per gli Whites; inizia allora una tournée in Scozia con la prima amichevole il 5 luglio contro l'East Fife, gara terminata 3-0 per il Fulham. Cinque giorni dopo arriva la sconfitta contro i Rangers per 4-2, ma il 12 luglio arriverà la vittoria contro il Motherwell per 2-0. Il 19 luglio il Fulham, ospite del Crawley Town (formazione militante in Football League One), ha ancora la meglio sull'avversario sempre per 2-0. Il 26 luglio arriva una vittoria per 3-0 a Jacksonville, in Florida, contro il D.C. United Academy. L'ultima amichevole, il 2 agosto, è in Austria contro Çaykur Rizespor e anche in questo caso i londinesi vincono per 1-0.
Il campionato del Fulham inizia in modo molto negativo e inaspettato: arrivano ben quattro sconfitte consecutive con Ipswich Town, Millwall, Wolverhampton e Derby County (un clamoroso 5-1 per i padroni di casa). Il primo punto arriva alla 6ª giornata contro il Cardiff City (altra retrocessa), con un 1-1 al Craven Cottage. Arrivano poi altre due sconfitte di fila in trasferta, il 13 settembre contro il Reading (3-0) e il 16 contro il Nottingham Forest (5-3).
Due giorni dopo, a causa degli scarsi risultati conseguiti nelle prime sette partite di campionato (sei sconfitte e un pareggio) con la squadra alla deriva e ultima in classifica, Magath viene sollevato dal suo incarico.
La panchina viene affidata ad interim al gallese Kit Symons (ex vice nel Crystal Palace e nel Colchester United). All'esordio in panchina, perde in casa 1-0 contro il Blackburn. La prima vittoria arriva il 23 settembre, in Football League Cup, contro il Doncaster Rovers per 2-1. La prima vittoria in campionato arriva il 27 settembre, 2-1 in trasferta contro il Birmingham City (gol di Hoogland e Rodallega). La giornata successiva, arriva la seconda vittoria di seguito contro il Bolton Wanderers per 4-0. Il 30 settembre, il presidente Shahid Khan, per decidere il nuovo allenatore dei Cottagers, convoca una commissione di cinque membri che si consulteranno per decidere il nuovo manager. Sono gli ex calciatori Danny Murphy e Brian McBride, l'ex Sunderland e ora presidente dei Black Cats Niall Quinn, il responsabile del settore giovanile Huw Jenkins e il dirigente Nike David Daly si consulteranno per decidere il nuovo allenatore.

## Maglie e sponsor
Viene confermato sponsor tecnico Adidas, così come lo sponsor sulla maglia resta Marathonbet. Le nuove maglie vengono presentate ufficialmente l'8 luglio al Craven Cottage.
La nuova divisa Adidas dei Cottagers fonde gli elementi distintivi dello storico club londinese con un design proiettato al futuro. C'è la presenza di una particolare tonalità di arancione che si ricollega al rosso dei primi kit indossati dal club a fine Ottocento. Essenzialmente però, il progetto prende ispirazione dal kit a righe del club usato dal 1980 al 1985. La maglia è bianca con tre strisce di colore grigio chiaro e sulla casacca si notano i particolari arancioni nel colletto, a "V", e nelle maniche. Lo sponsor Marathonbet, già presente nella scorsa stagione, ora occupa uno spazio maggiore. I pantaloncini sono neri con le three stripes Adidas di colore arancione e una sottile striscia nella parte inferiore, anch'essa arancione. I calzettoni sono bianchi con l'arancione che qui decora il risvolto. Come terza maglia sarà utilizzata all'occorrenza la divisa away della passata stagione. La nuova divisa dei portieri è verde con due inserti più scuri che partono dal colletto a girocollo bianco.
| Casa | Trasferta |  |

## Rosa
Rosa aggiornata al 2 settembre 2014.
| N. |                                 | Ruolo | Calciatore              |
| -- | ------------------------------- | ----- | ----------------------- |
| 1  | Ungheria (bandiera)             | P     | Gábor Király            |
| 2  | Germania (bandiera)             | D     | Tim Hoogland            |
| 3  | Grecia (bandiera)               | D     | Kōstas Stafylidīs       |
| 4  | Inghilterra (bandiera)          | D     | Shaun Hutchinson        |
| 5  | Venezuela (bandiera)            | D     | Fernando Amorebieta     |
| 6  | Bulgaria (bandiera)             | D     | Nikolaj Bodurov         |
| 7  | Germania (bandiera)             | C     | Thomas Eisfeld          |
| 8  | Inghilterra (bandiera)          | C     | Scott Parker (capitano) |
| 9  | Inghilterra (bandiera)          | A     | Matt Smith              |
| 10 | Costa Rica (bandiera)           | A     | Bryan Ruiz              |
| 11 | Svezia (bandiera)               | C     | Alexander Kačaniklić    |
| 12 | Francia (bandiera)              | C     | Seko Fofana             |
| 13 | Inghilterra (bandiera)          | C     | Danny Guthrie           |
| 13 | Montenegro (bandiera)           | D     | Elsad Zverotić          |
| 14 | Inghilterra (bandiera)          | A     | Patrick Roberts         |
| 15 | Svizzera (bandiera)             | D     | Kay Voser               |
| 16 | Inghilterra (bandiera)          | A     | Cauley Woodrow          |
| 17 | Australia (bandiera)            | A     | Adam Taggart            |
| 18 | Grecia (bandiera)               | A     | Konstantinos Mitroglou  |
| 20 | Colombia (bandiera)             | A     | Hugo Rodallega          |
| 21 | Danimarca (bandiera)            | C     | Lasse Christensen       |
| 22 | Bosnia ed Erzegovina (bandiera) | C     | Dino Fazlić             |
| 23 | Argentina (bandiera)            | D     | Tiago Casasola          |

| N. |                        | Ruolo | Calciatore           |
| -- | ---------------------- | ----- | -------------------- |
| 24 | Inghilterra (bandiera) | D     | James Husband        |
| 25 | Francia (bandiera)     | A     | Moussa Dembélé       |
| 26 | Scozia (bandiera)      | C     | Mark Fotheringham    |
| 27 | Galles (bandiera)      | A     | George Williams      |
| 28 | Stati Uniti (bandiera) | C     | Emerson Hyndman      |
| 29 | Galles (bandiera)      | D     | Jazz Richards        |
| 29 | Italia (bandiera)      | A     | Marcello Trotta      |
| 30 | Paesi Bassi (bandiera) | A     | Chris David          |
| 31 | Inghilterra (bandiera) | D     | Stephen Arthurworrey |
| 32 | Irlanda (bandiera)     | D     | Sean Kavanagh        |
| 33 | Inghilterra (bandiera) | D     | Dan Burn             |
| 34 | Marocco (bandiera)     | C     | Adil Chihi           |
| 36 | Portogallo (bandiera)  | C     | Mesca                |
| 37 | Scozia (bandiera)      | D     | Jack Grimmer         |
| 38 | Australia (bandiera)   | D     | Cameron Burgess      |
| 39 | Australia (bandiera)   | C     | Ryan Williams        |
| 40 | Inghilterra (bandiera) | P     | Marcus Bettinelli    |
| 41 | Finlandia (bandiera)   | P     | Jesse Joronen        |
| 44 | Scozia (bandiera)      | A     | Ross McCormack       |
|    | Inghilterra (bandiera) | P     | Richard Lee          |
|    | Paesi Bassi (bandiera) | P     | Maarten Stekelenburg |
|    | Inghilterra (bandiera) | C     | Ryan Tunnicliffe     |
|    | Inghilterra (bandiera) | C     | Lyle Della Verde     |

## Calciomercato

### Sessione estiva(dall'1/7 all'1/9)
I Cottagers, dopo la retrocessione, smantellano la squadra liberandosi dei giocatori con i contratti più onerosi. Avviene una vera e propria rivoluzione: tra maggio e luglio lasciano Londra Dimităr Berbatov (fa ritorno al Monaco dopo il prestito nella seconda parte della scorsa stagione), Neil Etheridge, Matthew Briggs (approda al Millwall), John Heitinga (va in Bundesliga all'Hertha Berlino), John Arne Riise e Damien Duff (entrambi svincolati, si accordano rispettivamente con APOEL Nicosia e Melbourne City), Steve Sidwell (miglior giocatore della stagione precedente, resta in Premier con lo Stoke City), Giorgios Karagounis (rimane inizialmente svincolato, si ritira poi a settembre), Mahamadou Diarra, Derek Boateng, Brede Hangeland (dopo sei anni lascia il club, accordandosi con il Crystal Palace), Sascha Riether, Pajtim Kasami, Kieran Richardson, David Stockdale e Ashkan Dejagah. Altre cessioni meno importanti, riguardano giocatori giovani come Charles Banya, Dino Islamović, Ronny Minkwitz, Max Oberschmidt Josh Pritchard, e Alex Brister. A stagione iniziata, se ne vanno anche Maarten Stekelenburg (il portiere va in prestito al Monaco), Konstantinos Mitroglou (dopo una deludente seconda parte di stagione al Fulham, fa ritorno all'Olympiakos), Ryan Tunnicliffe, e Alexander Kačaniklić.
Vengono confermati perciò pochissimi giocatori, ma sono pedine importanti come Scott Parker (l'ex mediano del Tottenham, viene nominato capitano della squadra), Fernando Amorebieta, Bryan Ruiz (l'attaccante costaricano, inizialmente sul punto di partire, decide di restare) e Hugo Rodallega. Altre conferme riguardano Marcus Bettinelli (di ritorno dal prestito all'Accrington), Jesse Joronen (il portiere finlandese è cresciuto nel Fulham), Dan Burn (la scorsa stagione in prestito al Birmingham City, fa ritorno a Londra a gennaio), Elsad Zverotić (arrivato a settembre 2013 dallo Young Boys) Marcello Trotta (l'attaccante italiano ritorna dal prestito al Brentford), Mesca (il centrocampista ha esordito in Premier il 21 settembre 2013 contro il Chelsea), Chris David (cresciuto nel Fulham, nel campionato scorso nella sua unica presenza, segnò al Crystal Palace), Sean Kavanagh, Moussa Dembélé, Emerson Hyndman, Lasse Vigen Christensen, Cauley Woodrow, Patrick Roberts e Cameron Burgess (tutti cresciuti nei Cottagers). Sul fronte acquisti, arrivano al Fulham Shaun Hutchinson, Adam Taggart, Tim Hoogland, Kay Voser, Ross McCormack, Kōstas Stafylidīs, Thomas Eisfeld, Adil Chihi, Nikolay Bodurov, Mark Fotheringham, Dino Fazlic, Tiago Casasola, Gábor Király e Matt Smith.
| Acquisti         | Acquisti             | Acquisti           | Acquisti                     |
| Ruolo            | Nome                 | da                 | Modalità                     |
| ---------------- | -------------------- | ------------------ | ---------------------------- |
| D                | Shaun Hutchinson     | Motherwell         | svincolato                   |
| A                | Adam Taggart         | Newcastle Jets     | definitivo                   |
| D                | Tim Hoogland         | Schalke 04         | svincolato                   |
| D                | Kay Voser            | Basilea            | definitivo                   |
| A                | Ross McCormack       | Leeds Utd          | definitivo (11 milioni £)    |
| D                | Kōstas Stafylidīs    | Bayer Leverkusen   | prestito (fino al 31/5/2015) |
| C                | Thomas Eisfeld       | Arsenal            | definitivo (1 milione £)     |
| C                | Adil Chihi           | Colonia            | definitivo                   |
| C                | Nikolay Bodurov      | Liteks Loveč       | definitivo                   |
| C                | Mark Fotheringham    | Notts County       | svincolato                   |
| C                | Dino Fazlic          | Grasshoppers       | svincolato                   |
| D                | Tiago Casasola       | Boca Juniors       | definitivo                   |
| P                | Gábor Király         | Monaco 1860        | svincolato                   |
| Altre operazioni |                      |                    |                              |
| R.               | Nome                 | da                 | Modalità                     |
| P                | Marcus Bettinelli    | Accrington Stanley | fine prestito                |
| C                | Ryan Tunnicliffe     | Blackburn          | fine prestito                |
| D                | Ryan Williams        | Barnsley           | fine prestito                |
| D                | Stephen Arthurworrey | Yeovil Town        | fine prestito                |
| A                | Marcello Trotta      | Brentford          | fine prestito                |
| A                | Bryan Ruiz           | PSV                | fine prestito                |
| P                | Jesse Joronen        | Lahti              | fine prestito                |
| D                | Jack Grimmer         | Port Vale          | fine prestito                |
| C                | Mesca                | Crewe Alexandra    | fine prestito                |
| C                | Josh Pritchard       | Honka              | fine prestito                |

| Cessioni         | Cessioni               | Cessioni        | Cessioni                      |
| Ruolo            | Nome                   | a               | Modalità                      |
| ---------------- | ---------------------- | --------------- | ----------------------------- |
| A                | Dimităr Berbatov       | Monaco          | riscatto definitivo           |
| P                | Neil Etheridge         |                 | svincolato                    |
| D                | Matthew Briggs         | Millwall        | definitivo                    |
| D                | John Heitinga          | Hertha Berlino  | definitivo                    |
| D                | John Arne Riise        |                 | svincolato                    |
| A                | Damien Duff            | Melbourne City  | svincolato                    |
| C                | Steven Sidwell         | Stoke City      | svincolato                    |
| C                | Giōrgos Karagkounīs    |                 | ritiro                        |
| C                | Mahamadou Diarra       |                 | svincolato                    |
| C                | Derek Boateng          | Rayo Vallecano  | svincolato                    |
| D                | Brede Hangeland        | Crystal Palace  | svincolato                    |
| D                | Sascha Riether         | Friburgo        | definitivo (1 mil. 200.000 £) |
| C                | Pajtim Kasami          | Olympiacos      | definitivo (5 milioni £)      |
| D                | Kieran Richardson      | Aston Villa     | definitivo (600.000 £)        |
| P                | David Stockdale        | Brighton        | definitivo                    |
| C                | Ashkan Dejagah         | Al-Arabi        | definitivo (5 milioni £)      |
| P                | Maarten Stekelenburg   | Monaco          | prestito (fino al 30/6/15)    |
| A                | Konstantinos Mitroglou | Olympiacos      | prestito (fino al 30/6/15)    |
| C                | Alexander Kačaniklić   | Copenaghen      | prestito (fino al 30/6/15)    |
| Altre operazioni |                        |                 |                               |
| R.               | Nome                   | a               | Modalità                      |
| C                | Charles Banya          | Crawley Town    | svincolato                    |
| C                | Dino Islamović         | Groningen       | svincolato                    |
| C                | Ronny Minkwitz         | Wohlen          | svincolato                    |
| P                | Max Oberschmidt        | Energie Cottbus | svincolato                    |
| C                | Josh Pritchard         | Gillingham      | svincolato                    |
| A                | Muamer Tanković        | AZ Alkmaar      | svincolato                    |
| C                | Ryan Tunnicliffe       | Blackburn       | prestito (fino al 30/6/15)    |

### Trasferimenti tra le due sessioni
| Acquisti | Acquisti    | Acquisti        | Acquisti                        |
| R.       | Nome        | da              | Modalità                        |
| -------- | ----------- | --------------- | ------------------------------- |
| C        | Seko Fofana | Manchester City | prestito (dal 27/11 al 31/1/15) |

| Cessioni | Cessioni             | Cessioni           | Cessioni                         |
| R.       | Nome                 | a                  | Modalità                         |
| -------- | -------------------- | ------------------ | -------------------------------- |
| C        | Ryan Williams        | Barnsley           | prestito (dal 2 al 30/10/14)     |
| P        | Jesse Joronen        | Accrington Stanley | prestito (dal 17/10 al 18/11/14) |
| D        | Jack Grimmer         | Shrewsbury Town    | prestito (dal 18/10 al 18/11/14) |
| D        | Stephen Arthurworrey | Yeovil Town        | prestito (dal 31/10 al 31/1/15)  |
| A        | Marcello Trotta      | Barnsley           | prestito (dal 1/11 al 5/1/15)    |
| C        | Lyle Della Verde     | Bristol Rovers     | prestito (dal 6/11 al 4/12/14)   |
| D        | Josh Passley         | Shrewsbury Town    | prestito (dal 27/11 al 5/1/15)   |
| A        | Matt Smith           | Bristol City       | prestito (dal 27/11 al 25/1/15)  |

## Risultati

### Championship

#### Girone di andata
| Arbitro: | Martin |

|                           |           |              |
| Murphy 32’ McGoldrick 61’ | Marcatori | 86’ Hoogland |

| Arbitro: | Mason |

|  |           |              |
|  | Marcatori | 12’ Woolford |

| Arbitro: | Linington |

|  |           |          |
|  | Marcatori | 15’ Sako |

| Arbitro: | Langford |

|                                                 |           |            |
| Ward 23’ Bryson 59’ Martin 61’, 87’ Dawkins 88’ | Marcatori | 54’ Parker |

| Arbitro: | Adcock |

|              |           |           |
| Hoogland 54’ | Marcatori | 54’ Jones |

| Arbitro: | Jones |

|                              |           |  |
| Murray 54’, 61’ Blackman 54’ | Marcatori |  |

| Nottingham 16 settembre 2014 7ª giornata | Nottingham Forest | 5 – 3 | Fulham | City Ground |

| Londra 20 settembre 2014 8ª giornata | Fulham | 0 – 1 | Blackburn | Craven Cottage |

### Football League Cup
| Arbitro: | Duncan |

|  |           |               |
|  | Marcatori | 68’ McCormack |

| Arbitro: | Friend |

|                   |           |               |
| Ruiz 16’ Burn 32’ | Marcatori | 60’ Coppinger |

| Londra 28 ottobre 2014 4º turno | Fulham | – | Derby County | Craven Cottage |

## Statistiche

### Statistiche di squadra
Statistiche aggiornate al 23 settembre 2014
| Competizione        | Punti | In casa | In casa | In casa | In casa | In casa | In casa | In trasferta | In trasferta | In trasferta | In trasferta | In trasferta | In trasferta | Totale | Totale | Totale | Totale | Totale | Totale | DR  |
| Competizione        | Punti | G       | V       | N       | P       | Gf      | Gs      | G            | V            | N            | P            | Gf           | Gs           | G      | V      | N      | P      | Gf     | Gs     | DR  |
| ------------------- | ----- | ------- | ------- | ------- | ------- | ------- | ------- | ------------ | ------------ | ------------ | ------------ | ------------ | ------------ | ------ | ------ | ------ | ------ | ------ | ------ | --- |
| Championship        | 7     | 5       | 1       | 1       | 3       | 5       | 4       | 6            | 1            | 0            | 5            | 7            | 18           | 11     | 2      | 1      | 8      | 12     | 22     | -10 |
| FA Cup              | -     | 0       | 0       | 0       | 0       | 0       | 0       | 0            | 0            | 0            | 0            | 0            | 0            | 0      | 0      | 0      | 0      | 0      | 0      | 0   |
| Football League Cup | -     | 2       | 0       | 0       | 1       | 1       | 2       | 1            | 1            | 0            | 0            | 3            | 0            | 2      | 1      | 0      | 1      | 4      | 2      | +2  |
| Totale              | 7     | 11      | 2       | 2       | 1       | 6       | 5       | 4            | 1            | 2            | 1            | 5            | 3            | 7      | 1      | 4      | 2      | 9      | 8      | +1  |

### Statistiche dei giocatori
| Giocatore       | Championship | Championship | Championship | Championship | Football League Cup+FA Cup | Football League Cup+FA Cup | Football League Cup+FA Cup | Football League Cup+FA Cup | Coppe europee | Coppe europee | Coppe europee | Coppe europee | Altre coppe | Altre coppe | Altre coppe | Altre coppe | Totale   | Totale | Totale      | Totale     |
| Giocatore       | Presenze     | Reti         | Ammonizioni  | Espulsioni   | Presenze                   | Reti                       | Ammonizioni                | Espulsioni                 | Presenze      | Reti          | Ammonizioni   | Espulsioni    | Presenze    | Reti        | Ammonizioni | Espulsioni  | Presenze | Reti   | Ammonizioni | Espulsioni |
| --------------- | ------------ | ------------ | ------------ | ------------ | -------------------------- | -------------------------- | -------------------------- | -------------------------- | ------------- | ------------- | ------------- | ------------- | ----------- | ----------- | ----------- | ----------- | -------- | ------ | ----------- | ---------- |
| F. Amorebieta   | 21           | 0            | 3            | 0            | 0+3                        | 0                          | 0                          | 0                          | ?             | ?             | ?             | ?             | ?           | ?           | ?           | ?           | 24+      | 0+     | 3+          | 0+         |
| M. Bettinelli   | 29           | 4            | 2            | 0            | 0+2                        | 0                          | 0                          | 0                          | ?             | ?             | ?             | ?             | ?           | ?           | ?           | ?           | 31+      | 4+     | 2+          | 0+         |
| N. Bodurov      | 2            | 0            | 0            | 0            | 0                          | 0                          | 0                          | 0                          | ?             | ?             | ?             | ?             | ?           | ?           | ?           | ?           | 2+       | 0+     | 0+          | 0+         |
| C. Burgess      | 11           | 0            | 4            | 0            | 0+1                        | 0                          | 0                          | 0                          | ?             | ?             | ?             | ?             | ?           | ?           | ?           | ?           | 12+      | 0+     | 4+          | 0+         |
| D. Burn         | 14           | 1            | 2            | 0            | 0+2                        | 0+1                        | 0+1                        | 0                          | ?             | ?             | ?             | ?             | ?           | ?           | ?           | ?           | 16+      | 2+     | 3+          | 0+         |
| T. Casasola     | 21           | 0            | 6            | 0            | 0+1                        | 0                          | 0                          | 0                          | ?             | ?             | ?             | ?             | ?           | ?           | ?           | ?           | 22+      | 0+     | 6+          | 0+         |
| A. Chihi        | 7            | 1            | 4            | 0            | 1+3                        | 0                          | 0+1                        | 0                          | ?             | ?             | ?             | ?             | ?           | ?           | ?           | ?           | 11+      | 1+     | 5+          | 0+         |
| L. Christensen  | 0            | 0            | 0            | 0            | 0                          | 0                          | 0                          | 0                          | ?             | ?             | ?             | ?             | ?           | ?           | ?           | ?           | 0+       | 0+     | 0+          | 0+         |
| C. David        | 5            | 0            | 2            | 0            | 0                          | 0                          | 0                          | 0                          | ?             | ?             | ?             | ?             | ?           | ?           | ?           | ?           | 5+       | 0+     | 2+          | 0+         |
| M. Dembélé      | 5            | 0            | 2            | 1            | 1+3                        | 0+1                        | 0                          | 0                          | ?             | ?             | ?             | ?             | ?           | ?           | ?           | ?           | 9+       | 1+     | 2+          | 1+         |
| T. Eisfeld      | 8            | 0            | 1            | 0            | 0                          | 0                          | 0                          | 0                          | ?             | ?             | ?             | ?             | ?           | ?           | ?           | ?           | 8+       | 0+     | 1+          | 0+         |
| D. Fazlić       | 3            | 0            | 0            | 0            | 1+2                        | 0                          | 0                          | 0                          | ?             | ?             | ?             | ?             | ?           | ?           | ?           | ?           | 6+       | 0+     | 0+          | 0+         |
| M. Fotheringham | 24           | 0            | 1            | 0            | 1+3                        | 0+1                        | 0                          | 0                          | ?             | ?             | ?             | ?             | ?           | ?           | ?           | ?           | 28+      | 1+     | 1+          | 0+         |
| J. Grimmer      | 0            | 0            | 0            | 0            | 0                          | 0                          | 0                          | 0                          | ?             | ?             | ?             | ?             | ?           | ?           | ?           | ?           | 0+       | 0+     | 0+          | 0+         |
| T. Hoogland     | 0            | 0            | 0            | 0            | 0                          | 0                          | 0                          | 0                          | ?             | ?             | ?             | ?             | ?           | ?           | ?           | ?           | 0+       | 0+     | 0+          | 0+         |
| S. Hutchinson   | 5            | 0            | 0            | 0            | 1+2                        | 0                          | 1+1                        | 0                          | ?             | ?             | ?             | ?             | ?           | ?           | ?           | ?           | 8+       | 0+     | 2+          | 0+         |
| E. Hyndman      | 2            | 0            | 0            | 0            | 1+0                        | 0                          | 0                          | 0                          | ?             | ?             | ?             | ?             | ?           | ?           | ?           | ?           | 3+       | 0+     | 0+          | 0+         |
| J. Joronen      | 2            | 0            | 0            | 0            | 0+1                        | 0                          | 0                          | 0                          | ?             | ?             | ?             | ?             | ?           | ?           | ?           | ?           | 3+       | 0+     | 0+          | 0+         |
| A. Kačaniklić   | 20           | 4            | 0            | 0            | 1+3                        | 0                          | 0                          | 0                          | ?             | ?             | ?             | ?             | ?           | ?           | ?           | ?           | 24+      | 4+     | 0+          | 0+         |
| S. Kavanagh     | 23           | 5            | 0            | 0            | 0+1                        | 0                          | 0                          | 0                          | ?             | ?             | ?             | ?             | ?           | ?           | ?           | ?           | 24+      | 5+     | 0+          | 0+         |
| K. Kiraly       | 19           | 2            | 5            | 0            | 1+2                        | 0                          | 1+0                        | 0                          | ?             | ?             | ?             | ?             | ?           | ?           | ?           | ?           | 22+      | 2+     | 6+          | 0+         |
| Mesca           | 1            | 0            | 0            | 0            | 0                          | 0                          | 0                          | 0                          | ?             | ?             | ?             | ?             | ?           | ?           | ?           | ?           | 1+       | 0+     | 0+          | 0+         |
| K. Mitroglu     | 0            | 0            | 0            | 0            | 0                          | 0                          | 0                          | 0                          | ?             | ?             | ?             | ?             | ?           | ?           | ?           | ?           | 0+       | 0+     | 0+          | 0+         |
| R. McCormack    | 0            | 0            | 0            | 0            | 0                          | 0                          | 0                          | 0                          | ?             | ?             | ?             | ?             | ?           | ?           | ?           | ?           | 0+       | 0+     | 0+          | 0+         |
| S. Parker       | 0            | 0            | 0            | 0            | 1+2                        | 0                          | 0                          | 0                          | ?             | ?             | ?             | ?             | ?           | ?           | ?           | ?           | 3+       | 0+     | 0+          | 0+         |
| H. Rodallega    | 29           | 3            | 0            | 0            | 1+3                        | 0                          | 0                          | 0                          | ?             | ?             | ?             | ?             | ?           | ?           | ?           | ?           | 33+      | 3+     | 0+          | 0+         |
| P. Roberts      | 0            | 0            | 0            | 0            | 0                          | 0                          | 0                          | 0                          | ?             | ?             | ?             | ?             | ?           | ?           | ?           | ?           | 0+       | 0+     | 0+          | 0+         |
| B. Ruiz         | 13           | 1            | 1            | 0            | 0                          | 0                          | 0                          | 0                          | ?             | ?             | ?             | ?             | ?           | ?           | ?           | ?           | 13+      | 1+     | 1+          | 0+         |
| M. Smith        | 31           | 3            | 0            | 0            | 1+2                        | 0                          | 0                          | 0                          | ?             | ?             | ?             | ?             | ?           | ?           | ?           | ?           | 34+      | 3+     | 0+          | 0+         |
| K. Stafylidis   | 13           | 1            | 1            | 0            | 0+2                        | 0                          | 0                          | 0                          | ?             | ?             | ?             | ?             | ?           | ?           | ?           | ?           | 15+      | 1+     | 1+          | 0+         |
| M. Stekelenburg | 0            | 0            | 0            | 0            | 0                          | 0                          | 0                          | 0                          | ?             | ?             | ?             | ?             | ?           | ?           | ?           | ?           | 0+       | 0+     | 0+          | 0+         |
| A. Taggart      | 0            | 0            | 0            | 0            | 0                          | 0                          | 0                          | 0                          | ?             | ?             | ?             | ?             | ?           | ?           | ?           | ?           | 0+       | 0+     | 0+          | 0+         |
| M. Trotta       | 0            | 0            | 0            | 0            | 0                          | 0                          | 0                          | 0                          | ?             | ?             | ?             | ?             | ?           | ?           | ?           | ?           | 0+       | 0+     | 0+          | 0+         |
| R. Tunnicliffe  | 0            | 0            | 0            | 0            | 0                          | 0                          | 0                          | 0                          | ?             | ?             | ?             | ?             | ?           | ?           | ?           | ?           | 0+       | 0+     | 0+          | 0+         |
| K. Voser        | 7            | 0            | 0            | 0            | 0+1                        | 0                          | 0                          | 0                          | ?             | ?             | ?             | ?             | ?           | ?           | ?           | ?           | 8+       | 0+     | 0+          | 0+         |
| G. Williams     | 25           | 1            | 3            | 0            | 0                          | 0                          | 0                          | 0                          | ?             | ?             | ?             | ?             | ?           | ?           | ?           | ?           | 25+      | 1+     | 3+          | 0+         |
| R. Williams     | 2            | 0            | 0            | 0            | 1+0                        | 0                          | 1+0                        | 0                          | ?             | ?             | ?             | ?             | ?           | ?           | ?           | ?           | 3+       | 0+     | 1+          | 0+         |
| C. Woodrow      | 6            | 0            | 1            | 0            | 0                          | 0                          | 0                          | 0                          | ?             | ?             | ?             | ?             | ?           | ?           | ?           | ?           | 6+       | 0+     | 1+          | 0+         |
| E. Zverotić     | 9            | 0            | 3            | 0            | 0                          | 0                          | 0                          | 0                          | ?             | ?             | ?             | ?             | ?           | ?           | ?           | ?           | 9+       | 0+     | 3+          | 0+         |